# Упрочнение поверхностей

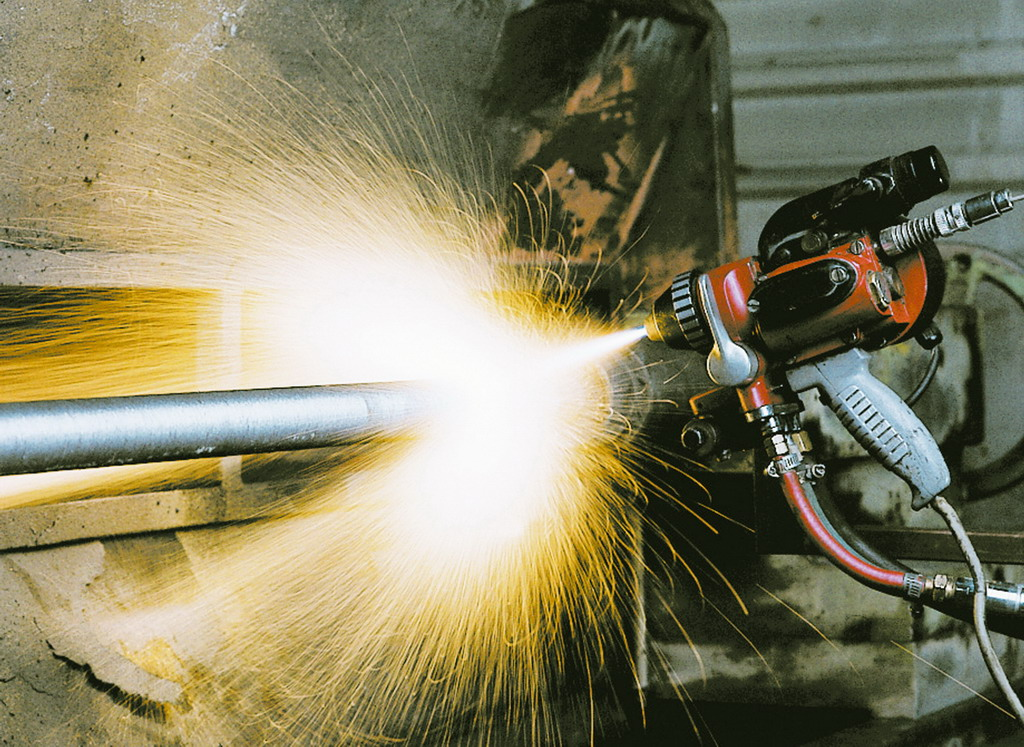
Процесс газотермического напыления — газопламенное напыление

Упрочнение поверхностей — технологический процесс обработки поверхностей материалов с целью повышения прочности поверхностного слоя или нанесения на поверхность упрочняющего покрытия.

## Классификация
Для повышения срока службы металлических изделий на практике проводятся технологические воздействия на его поверхностные слои, в результате которых изменяются их физико-механические свойства таким образом, что они в наибольшей степени обеспечивают длительную и надёжную эксплуатацию изделий.
Разделяют следующие способы упрочнения поверхностей:
- поверхностное пластическое деформирование;
- наклёп, например выглаживание;
- нанесение антифрикционных покрытий;
- химико-термическая обработка металлов:
  - азотирование,
  - цианирование,
  - борирование,
  - цементация,
  - закалка;
- газотермическое напыление;
  - плазменное напыление;
  - высокоскоростное газопламенное напыление
  - детонационное напыление
- холодное газодинамическое напыление;
- наплавка;
- PVD-процесс
- финишное плазменное упрочнение
- HiFIT метод повышения усталостной прочности